# Palo Pinto (Texas)
Palo Pinto es un lugar designado por el censo ubicado en el condado de Palo Pinto en el estado estadounidense de Texas. En el Censo de 2010 tenía una población de 333 habitantes y una densidad poblacional de 148,12 personas por km².

## Geografía
Palo Pinto se encuentra ubicado en las coordenadas 32°46′25″N 98°18′7″O / 32.77361, -98.30194. Según la Oficina del Censo de los Estados Unidos, Palo Pinto tiene una superficie total de 2.25 km², de la cual 2.21 km² corresponden a tierra firme y (1.73%) 0.04 km² es agua.

## Demografía
Según el censo de 2010, había 333 personas residiendo en Palo Pinto. La densidad de población era de 148,12 hab./km². De los 333 habitantes, Palo Pinto estaba compuesto por el 86.79% blancos, el 3.6% eran afroamericanos, el 0% eran amerindios, el 0% eran asiáticos, el 0% eran isleños del Pacífico, el 8.11% eran de otras razas y el 1.5% pertenecían a dos o más razas. Del total de la población el 13.81% eran hispanos o latinos de cualquier raza.